# チアゴ・キリノ・ダ・シルバ
チアゴ・キリノ・ダ・シルバ（Thiago Quirino da Silva, 1985年1月4日 - ）は、ブラジル出身の元プロサッカー選手。登録ポジションはフォワード。
Jリーグ、Kリーグ時代の登録名はキリノ（ハングル: 끼리노）。

## 特徴・評価
スピードを活かした裏への突破が持ち味。2006年にブラジルのアトレチコ・ミネイロからスウェーデンのユールゴーデンIFに移籍した際、移籍先のユールゴーデンIFはキリノについて「エキサイティングで、チームに刺激を与える選手」と言及した。また2009年にスウェーデンのユールゴーデンIFから日本のコンサドーレ札幌に移籍した際、移籍先のコンサドーレ札幌はキリノについて「圧倒的なスピード」と「高い打点のヘディング」が武器であると紹介した。コンサドーレ札幌の地元スポーツ紙である道新スポーツも、同じく「スピードが武器」と言及した。

## 来歴

### ブラジル時代
1998年にブラジルのサッカークラブ、アトレチコ・ミネイロの下部組織に加入した。2001年にアトレチコ・ミネイロとプロ契約を結び、2005年のシーズン終了まで所属した。
2005年、ブラジルU-20代表に選出された。2005年1月から2月にかけて開催された南米ユース選手権に出場。グループリーグと決勝リーグで合わせて8試合に出場し、3得点を挙げた。
グループリーグ初戦のエクアドル戦で後半開始から出場し、後半1分と後半11分に2ゴールを挙げた。第2戦のパラグアイ戦は後半22分から出場したがノーゴール。第3戦のチリ戦は後半15分から出場し、後半21分に1ゴールを挙げた。グループリーグ最終戦のウルグアイ戦は、累積警告により出場できなかった。
ブラジル代表はグループリーグを勝ち抜け、決勝リーグへ進出した。キリーノは第1戦のウルグアイ戦で後半27分まで出場、第2戦のベネズエラ戦で後半14分まで出場、第3戦のコロンビア戦で後半16分まで出場した。第4戦のチリ戦は後半23分から出場、第5戦のアルゼンチン戦は後半32分から出場した。キリーノは決勝リーグ全5試合に出場したが、無得点に終わった。
南米ユース選手権に続き、ワールドユース選手権でも代表に選ばれた。グループリーグ1試合と決勝トーナメント3試合に出場したが、無得点に終わった。
キリーノはグループリーグ第1戦のナイジェリア戦に後半29分から出場した。第2戦のスイス戦と第3戦の韓国戦では控えのメンバーとなり、出場の機会はなかった。
ブラジル代表はグループリーグを勝ち抜け、決勝トーナメントへ進出した。キリーノはラウンド16のシリア戦は控えとなったが、その後の試合にはすべて途中出場した。キリーノは準々決勝のドイツ戦で後半11分から途中出場、準決勝のアルゼンチン戦で後半11分から途中出場、3位決定戦のモロッコ戦で後半14分から途中出場した。

### ユールゴーデンIF時代

#### 2006年シーズン

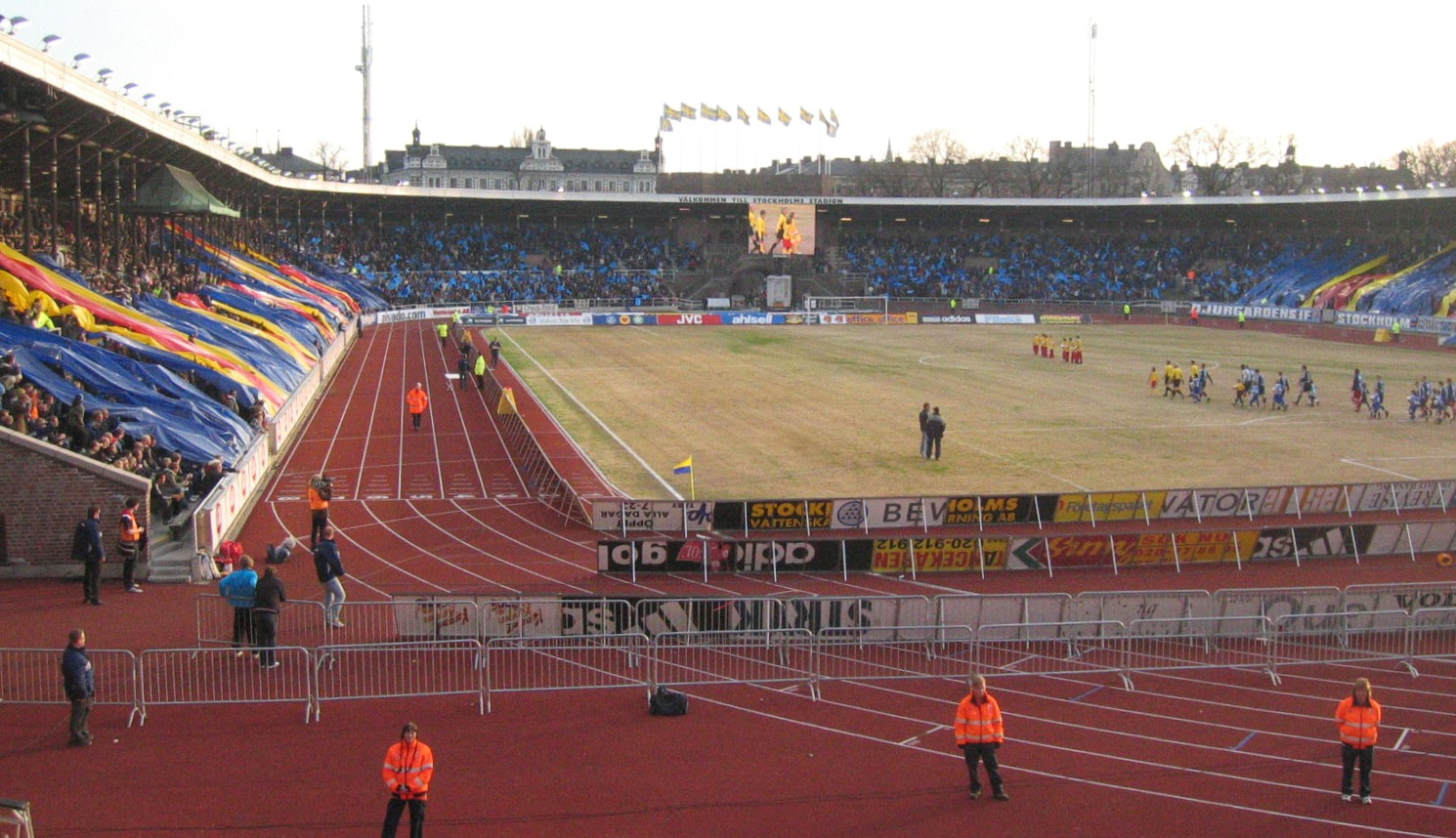
ユールゴーデンIFの本拠地ストックホルム・スタディオン。写真は2006年アルスヴェンスカン第4節IFKヨーテボリ戦のキックオフ前。キリーノはこの試合にフル出場した。

2006年、スウェーデンのサッカークラブ、ユールゴーデンIFに移籍した。移籍金は1400万クローナと報じられた。クラブと2009年シーズン末までの4年契約を結んだ。キリーノが入団する際、クラブはメディアや他のクラブに対して、「彼はゴールデンボーイだ」と言及した。プレシーズンマッチのゲフレIF戦で1ゴール、IFブロンマポイカルナ戦で2得点を挙げた。
だが周囲の期待とは裏腹に、2006年シーズンは不本意な結果に終わった。リーグ戦全26試合のうち18試合に出場したが、わずか1得点を挙げるに留まった。シーズン開幕から最初の7試合はスターティングメンバーの座を与えられたものの、フォワードとしての結果を出すことはできず、5月11日の第8節マルメFF戦以降、3試合連続で後半20分過ぎからの途中出場に甘んじることになった。そしてワールドカップによる中断を挟んだ7月20日の第11節BKハッケン戦以降は、途中出場の機会さえ少なくなった。2006年シーズンのリーグ戦でキリーノが試合にフル出場したのは、わずかに5試合だけであった。
2006年シーズンのリーグ戦で挙げた唯一のゴールは、5月2日の第6節ゲフレIF戦で、後半18分、カウンターから左サイドを駆け上がったステファン・バタンがゴール前に切り込み、ペナルティスポット付近のスペースへ走り込んだマティアス・ヨンソンへとパスを送った。ヨンソンはバタンからのボールを左足でダイレクトにシュートした。ゴールキーパーはヨンソンの強烈なシュートを正面で弾いたが、ゴール前で待っていたキリーノがこぼれ球を右足で押し込んだ。この試合はキリーノのゴールが決勝点となり、ユールゴーデンIFはゲフレIFを1対0で下した。

#### 2007年シーズン
2007年シーズンは、キリノにとって喜ばしくない幕開けとなった。キリノはリーグ開幕以降、出場の機会をほとんど与えられなかった。2リーグ前半戦は、13試合中わずかに2試合で後半終了間際に途中出場しただけだったが、リーグ半ばを折り返した7月21日の第15節IFエルフスボリ戦で転機が訪れた。エースストライカーのジョーンズ・クシ＝アサレが負傷退場したため、代役のフォワードとしてキリーノに出場機会が回ってきた。0対1で劣勢の場面で後半30分から途中出場し、後半43分に同点ゴールを決めた。試合は終了間際のロスタイム経過3分に、トニ・クイヴァストが逆転ゴールを挙げてユールゴーデンIFが勝利した。この試合以降、キリノには途中出場の機会が与えられた。
9月3日の第20節ヘルシンボリIF戦、キリノは13ヶ月ぶりにスターティングメンバーに選ばれた。後半6分に先制ゴールを決め、後半12分にも得点を加えた。9月24日の第22節AIKソルナ戦ではスターティングメンバーから外れたが、途中出場した後半13分に先制点を挙げた。続く9月29日の第23節エレブロSK戦でも途中出場ながら得点を決め、残る3試合で再びスターティングメンバーの座を勝ち得た。
10月7日の第24節ゲフレIF戦で1ゴールを決め、10月22日の第25節ハルムスタッズBKでも2ゴールを決めた。2007年シーズンでリーグ戦全26試合中13試合に出場した。うちフル出場したのはわずかに2試合であったものの、合計で8ゴールを決めてチーム得点王となった。

#### 2008年シーズン

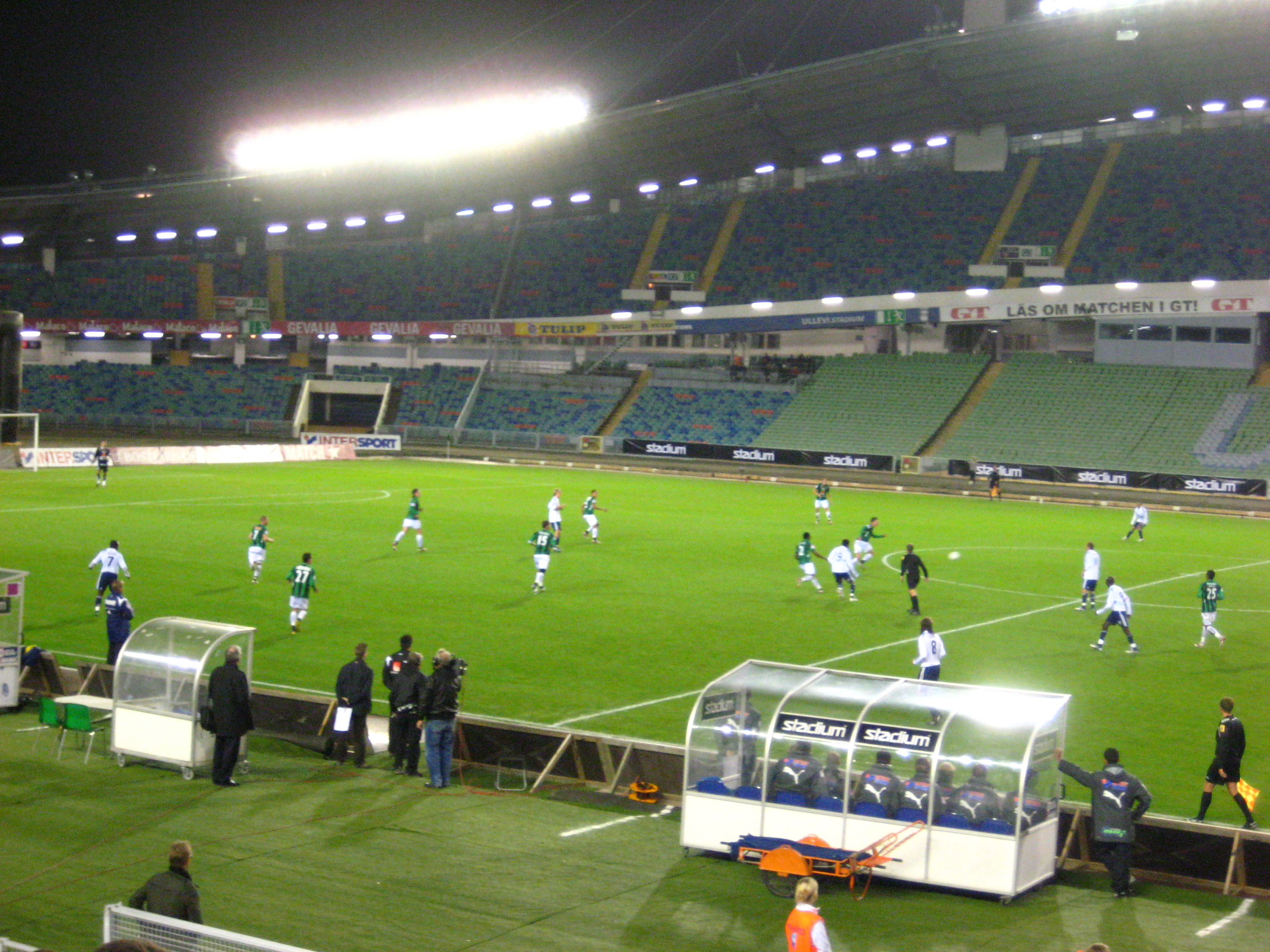
主審の前方約2フィートの地点でボールを見ているのがキリーノ。写真は2008年アールスヴェンスカン第21節GAIS戦の後半44分頃（ウレヴィ・スタジアム）。キリーノはこの試合に後半33分から途中出場した。

前年に続き、2008年シーズンでも出場機会を多くは与えられなかった。2008年シーズンのリーグ戦全30試合のうち22試合に出場したが、そのうちフル出場したのは4回だけで、後半途中からの出場が16試合を占め、得点も2点に終わった。キリーノが得点を挙げたのは、4月24日の第7節AIKソルナ戦と、10月5日の第25節GIFサンズヴァル戦であった。
2008年11月21日、ユールゴーデンIFはキリーノの移籍を公式発表した。キリーノの移籍先は日本のサッカークラブで、2009年シーズンから2部リーグへ降格することが決まったコンサドーレ札幌であると報告した。スウェーデンの夕刊紙アフトンブラーデットは、キリーノの移籍金について、250万クローナと報道した。クラブ社長のボッセ・アンデルソンは「すべての関係者にとって望ましい結果」とコメントし、キリーノの幸運を願った。コンサドーレ札幌は12月13日にキリーノの移籍を公式発表し、スピードを武器とする選手であるとサポーターに報告した。

### Jリーグへ
2009年、日本のサッカークラブ、コンサドーレ札幌に移籍した。契約期間は2009年2月1日から2010年1月1日までの1シーズン契約であった。日本での選手登録名はキリノ。エースストライカーとして高い期待を受けたものの、開幕前の練習試合7試合はいずれも無得点に終わった。キリーノは開幕からスターティングメンバーとして起用された。リーグ第2節のサガン鳥栖戦で後半ロスタイムに決勝点を挙げ、サポーターの期待に応えた。その後得点を重ね、最終的にはリーグ戦19点とチーム得点王となり契約を更新。しかし翌2010年シーズンはグロインペイン症候群を発症し試合出場数が減り、得点も2点にとどまる。2011年シーズンは札幌から韓国の大邱FCに期限付き移籍することとなった。大邱では12試合出場し、3ゴールを挙げた。
2011年末、J1昇格を果たした札幌への復帰が報道された。自身初のJ1では7試合全てが途中出場からであり、無得点だった。
同年7月、湘南ベルマーレへの完全移籍が発表された
湘南では背番号9を背負うこととなった。17試合に出場し7得点を挙げチームのJ1復帰に貢献した。特に第41節ガイナーレ鳥取戦での終了間際の決勝点はチームの昇格に影響を与える得点となった。

### 中東移籍
2013年8月、UAEリーグのアル・シャアブへ期限付き移籍。

### Jリーグ復帰
2014年8月、ヴァンフォーレ甲府へ移籍。東ティモール国籍を取得しているため、アジア枠での登録となる。しかし負傷もありリーグ戦では7試合の出場で無得点に終わり、シーズン終了後に契約満了が発表された。
2015年9月、湘南ベルマーレへ復帰。
2016年7月、大分トリニータに期限付き移籍。初のJ3リーグでのプレーとなった。
大分との期限付き移籍期間が満了し、移籍元の湘南とも契約満了となった2017年は母国ブラジルのアナポリスFCへ移籍。
2018年、鹿児島ユナイテッドFCに移籍。

### マレーシアスーパーリーグ時代
2019年、マレーシアスーパーリーグのFELDAユナイテッドFCへ移籍。2021年に現役引退を表明した。

## 個人成績
| 国内大会個人成績 | 国内大会個人成績 | 国内大会個人成績 | 国内大会個人成績   | 国内大会個人成績             | 国内大会個人成績 | 国内大会個人成績  | 国内大会個人成績  | 国内大会個人成績 | 国内大会個人成績 | 国内大会個人成績 | 国内大会個人成績 |
| 年度             | クラブ           | 背番号           | リーグ             | リーグ戦                     | リーグ戦         | リーグ杯          | リーグ杯          | オープン杯       | オープン杯       | 期間通算         | 期間通算         |
| 年度             | クラブ           | 背番号           | リーグ             | 出場                         | 得点             | 出場              | 得点              | 出場             | 得点             | 出場             | 得点             |
| ブラジル         | ブラジル         | ブラジル         | ブラジル           | リーグ戦                     | リーグ戦         | ブラジル杯        | ブラジル杯        | オープン杯       | オープン杯       | 期間通算         | 期間通算         |
| ---------------- | ---------------- | ---------------- | ------------------ | ---------------------------- | ---------------- | ----------------- | ----------------- | ---------------- | ---------------- | ---------------- | ---------------- |
| 2003             | アトレチコMG     |                  |                    |                              |                  |                   |                   |                  |                  |                  |                  |
| 2004             | アトレチコMG     |                  |                    |                              |                  |                   |                   |                  |                  |                  |                  |
| 2005             | アトレチコMG     |                  |                    |                              |                  |                   |                   |                  |                  |                  |                  |
| スウェーデン     | スウェーデン     | スウェーデン     | スウェーデン       | リーグ戦                     | リーグ戦         | リーグ杯          | リーグ杯          | オープン杯       | オープン杯       | 期間通算         | 期間通算         |
| 2006             | ユールゴーデン   | 19               | アルスヴェンスカン | 18                           | 1                | -                 | -                 | 3                | 1                | 21               | 2                |
| 2007             | ユールゴーデン   | 19               | アルスヴェンスカン | 13                           | 8                | -                 | -                 | 2                | 0                | 15               | 8                |
| 2008             | ユールゴーデン   | 19               | アルスヴェンスカン | 22                           | 2                | -                 | -                 | 2                | 2                | 24               | 4                |
| 日本             | 日本             | 日本             | 日本               | リーグ戦                     | リーグ戦         | リーグ杯          | リーグ杯          | 天皇杯           | 天皇杯           | 期間通算         | 期間通算         |
| 2009             | 札幌             | 19               | J2                 | 48                           | 19               | -                 | -                 | 2                | 1                | 50               | 20               |
| 2010             | 札幌             | 19               | J2                 | 17                           | 2                | -                 | -                 | 0                | 0                | 17               | 2                |
| 韓国             | 韓国             | 韓国             | 韓国               | リーグ戦                     | リーグ戦         | リーグ杯          | リーグ杯          | FA杯             | FA杯             | 期間通算         | 期間通算         |
| 2011             | 大邱             | 19               | Kリーグ            | 12                           | 3                | -                 | -                 |                  |                  |                  |                  |
| 日本             | 日本             | 日本             | 日本               | リーグ戦                     | リーグ戦         | リーグ杯          | リーグ杯          | 天皇杯           | 天皇杯           | 期間通算         | 期間通算         |
| 2012             | 札幌             | 19               | J1                 | 7                            | 0                | 4                 | 0                 | -                | -                | 11               | 0                |
| 2012             | 湘南             | 9                | J2                 | 17                           | 7                | -                 | -                 | 1                | 0                | 18               | 7                |
| 2013             | 湘南             | 9                | J1                 | 13                           | 2                | 1                 | 0                 | -                | -                | 14               | 2                |
| UAE              | UAE              | UAE              | UAE                | リーグ戦                     | リーグ戦         | リーグ杯          | リーグ杯          | オープン杯       | オープン杯       | 期間通算         | 期間通算         |
| 2013-14          | アル・シャアブ   |                  | アラビアン         | 10                           | 2                | 3                 | 1                 | -                | -                | 13               | 3                |
| 日本             | 日本             | 日本             | 日本               | リーグ戦                     | リーグ戦         | リーグ杯          | リーグ杯          | 天皇杯           | 天皇杯           | 期間通算         | 期間通算         |
| 2014             | 甲府             | 20               | J1                 | 7                            | 0                | -                 | -                 | 1                | 0                | 8                | 0                |
| 2015             | 湘南             | 9                | J1                 | 5                            | 0                | -                 | -                 | 0                | 0                | 5                | 0                |
| 2016             | 湘南             | 9                | J1                 | 5                            | 0                | 2                 | 0                 | -                | -                | 7                | 0                |
| 2016             | 大分             | 17               | J3                 | 5                            | 0                | -                 | -                 | 2                | 0                | 7                | 0                |
| ブラジル         | ブラジル         | ブラジル         | ブラジル           | リーグ戦                     | リーグ戦         | ブラジル杯        | ブラジル杯        | オープン杯       | オープン杯       | 期間通算         | 期間通算         |
| 2017             | アナポリス       |                  | セリエD            | 4                            | 1                |                   |                   |                  |                  | 4                | 1                |
| 日本             | 日本             | 日本             | 日本               | リーグ戦                     | リーグ戦         | リーグ杯          | リーグ杯          | 天皇杯           | 天皇杯           | 期間通算         | 期間通算         |
| 2018             | 鹿児島           | 19               | J3                 | 26                           | 5                | -                 | -                 | 1                | 0                | 27               | 5                |
| 通算             | ブラジル         | ブラジル         |                    | \|\|\|\|\|\|\|\|\|\|\|\|\|\| |                  |                   |                   |                  |                  |                  |                  |
| 通算             | スウェーデン     | スウェーデン     | アルスヴェンスカン | 53                           | 11               | -                 | -                 | 7                | 3                | 60               | 14               |
| 通算             | 日本             | 日本             | J1                 | 32                           | 2                | 5                 | 0                 | 1                | 0                | 38               | 2                |
| 通算             | 日本             | 日本             | J2                 | 82                           | 28               | -                 | -                 | 3                | 1                | 85               | 29               |
| 通算             | 日本             | 日本             | J3                 | 31                           | 5                | -                 | -                 | 3                | 0                | 34               | 5                |
| 通算             | 韓国             | 韓国             | Kリーグ            | 12                           | 3                | -\|\|\|\|\|\|\|\| | -\|\|\|\|\|\|\|\| |                  |                  |                  |                  |
| 通算             | UAE              | UAE              | アラビアン         | 10                           | 2                | 3                 | 1                 | -                | -                | 13               | 3                |
| 総通算           | 総通算           | 総通算           | 総通算             | \|\|\|\|\|\|\|\|\|\|\|\|\|\| |                  |                   |                   |                  |                  |                  |                  |

| 国際大会個人成績 | 国際大会個人成績 | 国際大会個人成績 | 国際大会個人成績 | 国際大会個人成績 | 国際大会個人成績 | 国際大会個人成績 | 国際大会個人成績 | 国際大会個人成績 |
| 年度             | クラブ           | 背番号           | 出場             | 得点             | 出場             | 得点             | 出場             | 得点             |
| UEFA             | UEFA             | UEFA             | UEFA杯           | UEFA杯           | CL予選           | CL予選           | ロイヤルリーグ   | ロイヤルリーグ   |
| ---------------- | ---------------- | ---------------- | ---------------- | ---------------- | ---------------- | ---------------- | ---------------- | ---------------- |
| 2005-06          | ユールゴーデン   | 19               | -                | -                | -                | -                | 3                | 0                |
| 2006-07          | ユールゴーデン   | 19               | -                | -                | 2                | 0                | -                | -                |
| 2007-08          | ユールゴーデン   | 19               | -                | -                | -                | -                | -                | -                |
| 2008-09          | ユールゴーデン   | 19               | 2                | 0                | -                | -                | -                | -                |

- スウェーデンリーグ初出場 2006年4月10日 アルスヴェンスカン第1節 対ハンマルビーIF (ローズンダ・スタディオン)
- スウェーデンリーグ初得点 2006年5月2日 アルスヴェンスカン第6節 対ゲフレIF (ストックホルム・スタディオン)
- Jリーグ初出場 2009年3月8日 J2第1節 対ベガルタ仙台 (札幌ドーム)
- Jリーグ初得点 2009年3月15日 J2第2節 対サガン鳥栖 (鳥栖スタジアム)

## 代表歴
- U-17ブラジル代表
- U-20ブラジル代表
  - 2005年 南米ユース選手権
  - 2005年 ワールドユース選手権
- U-23ブラジル代表

## タイトル
大分トリニータ
- J3リーグ：1回（2016年）